# Жанвион Юлу-Матондо
Жанвион Юлу-Матондо е белгийски футболист от конгоански произход.

## Кариера
Кариерата му започва в Бюрж през 2005. Звездният му миг е гол срещу Ювентус в Шампионската лига.
През 2007 преминава в Рода и става един от лидерите в тима.
През 2010/11 изиграва само 1 мач и през зимния трансферен прозорец напуска като свободен агент и подписва с Левски. Матондо дебютира в дербито срещу ЦСКА на 26 февруари 2011. Първият си гол вкарва срещу Берое.